# Cangrejera (zapato)
Las cangrejeras o fanequeras son un tipo de sandalias que se utilizan para situaciones en las que hay que introducir los pies en el agua, como cuando se camina por una playa o un río.
Las cangrejeras son un tipo de calzado que protege el pie del contacto con las rocas y contra picaduras de cangrejos, fanecas o medusas. Su nombre proviene del uso que se les daba originalmente cuando se las llevaba para cazar cangrejos. 
Las cangrejeras son un calzado enteramente fabricado en material plástico. Disponen de una suela cerrada y flexible que previene contra golpes y rozaduras. El pie está protegido por una serie de tiras que lo cruzan transversalmente y se sujetan a una cinta vertical que recorre el empeine. Entre las tiras existen espacios libres que sirven para ventilar los pies y permitir la circulación del agua. A diferencia de otras sandalias, quedan firmemente unidas al pie por una estructura situada en su parte posterior que rodea y sujeta el tobillo. El cierre de la sandalia se realiza en su parte lateral y superior por medio de una hebilla.
Las cangrejeras estuvieron muy de moda en los años 1980 y ahora experimentan un tímido renacimiento. Su diseño ha inspirado también la confección de zapatos de lujo con tacón y adornos de pedrería en las cintas. Se asemejan a las cangrejeras por la disposición de las tiras sobre el empeine, la sujeción trasera y el cierre con hebilla. Su material de fabricación también ha servido para el lanzamiento de nuevas líneas de zapatos confeccionados enteramente en plástico.